# 폴리 (영화)
《폴리》(영어: Paulie)는 미국에서 제작된 존 로버츠 감독의 1998년 가족 모험 코미디 드라마 영화이다. 제나 롤런즈 등이 출연하였고, 게리 레빈슨 등이 제작에 참여하였다.

## 출연진
- 제이 모어 - 폴리 (목소리) / 베니 역
- 제나 롤런즈 - 아이비 역
- 토니 셜루브 - 미샤 빌리옌코프 역
- 치치 매린 - 이그네이시오(이냐시오) 역
- 브루스 데이비슨 - 라인골드 박사 역
- 트리니 알버라도 - 마리 올웨더 역
  - 핼리 케이트 아이젠버그 - 어린 마리 역
- 버디 해킷 - 아티 역
- 맷 크레이븐 - 워런 올웨더 역
- 빌 코브스 - 버질 역
- 티아 테이하다 - 루비 / 젠데이 코뉴어 루페 (목소리) 역
- 로라 해링턴 - 라일라 올웨더 역

## 기타 제작진
- 공동 제작: 미셸 와이슬러
- 미술: J. 데니스 워싱턴
- 의상: 메리 조프리스

## 우리말 녹음
MBC 성우진
- 이인성 - 폴리 (제이 모어)
- 박선영 - 마리 (핼리 케이트 아이젠버그/트리니 알버라도)
- 이선주 - 아이비 (제나 롤런즈)
- 손원일 - 미샤 (토니 셜루브)
- 한규희 - 라인골드 (브루스 데이비슨)
- 김영선 - 베니 (제이 모어)
- 이종혁 - 이그네이시오 (치치 매린)
- 김호성
- 김아영
- 송준석
- 최수진
- 김지영
- 표영재